# Басагурен, Хуан Игнасио
Хуан Игнасио Басагурен Гарсия (исп. Juan Ignacio Basaguren García; род. 21 июля 1944, Мехико, Мексика) — мексиканский футболист, полузащитник.

## Клубная карьера
Во взрослом футболе дебютировал в 1967 году в составе клуба «Атланте», за который выступал на протяжении всей своей карьеры.
Всего в клубе провёл шесть сезонов.
Завершил карьеру футболиста в 1973 году.

## Карьера в сборной
В 1968 году дебютировал в официальных матчах в составе национальной сборной Мексики.
В составе сборной принял участие в Олимпийских играх 1968 года и чемпионате мира 1970 года, на котором команда дошла до четвертьфинала. Басагурен принял участие в двух играх и забил гол в ворота сборной Сальвадора.
Всего в течение карьеры в сборной провёл в её составе 9 матчей, забив 3 гола.